# ワインのフェノール

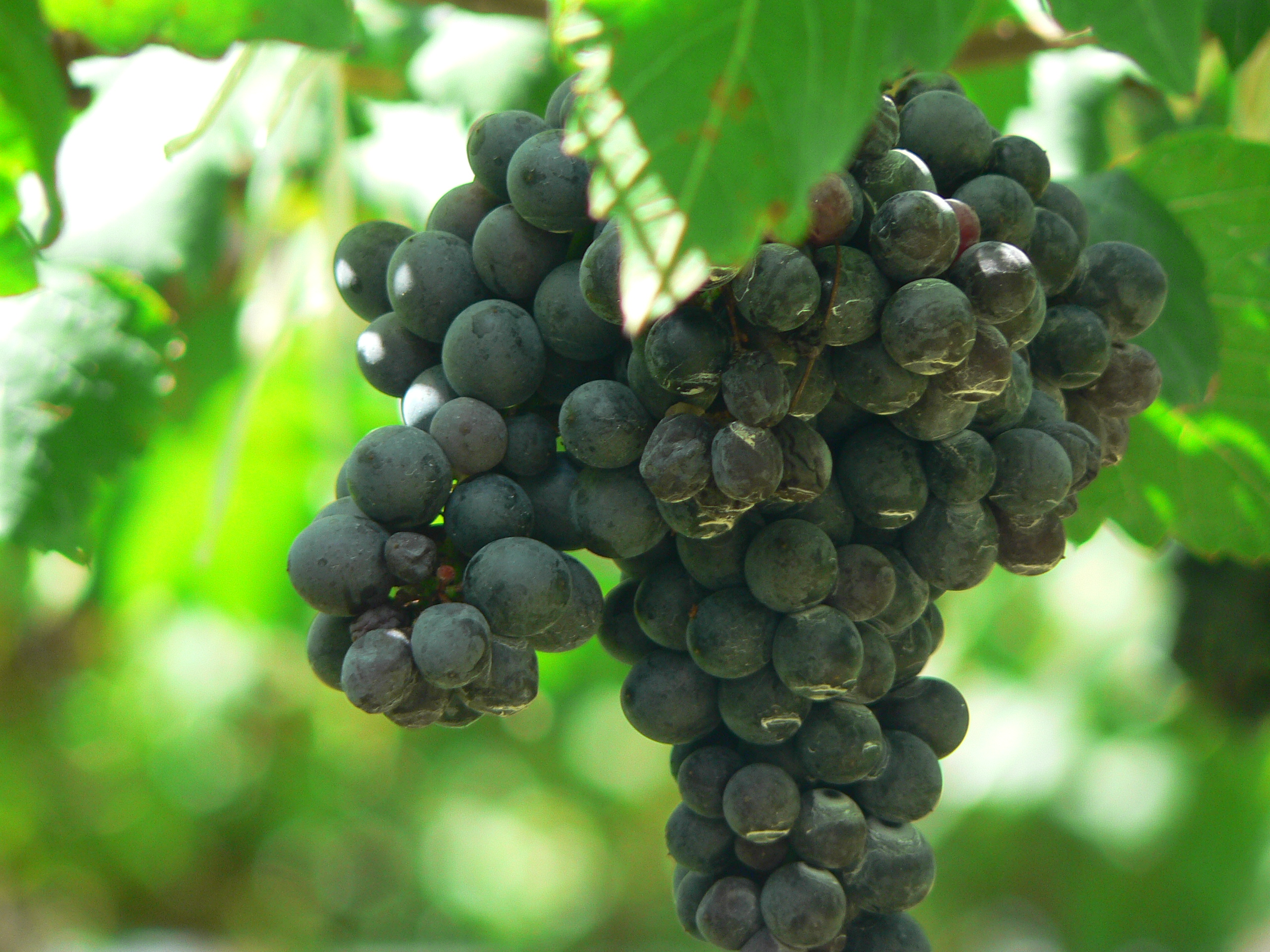
シラーに含まれるフェノール化合物は、ワインの味、色、口当たりに寄与している。

ワインには、様々な種類の天然フェノールやポリフェノールが含まれ、味や色、口当たりに影響を与えている。これらには、フェノール酸、スチルベノイド、フラボノール、ジヒドロフラボノール、アントシアニン、フラバノールモノマー（カテキン）、フラバノールポリマー（プロアントシアニジン）等が含まれる。これらは、フラボノイドと非フラボノイドの2つの分類に大別することができる。フラボノイドには、アントシアニンやタンニンが含まれ、ワインの色や口当たりに寄与している。非フラボノイドには、レスベラトロール等のスチルベノイドや、安息香酸、コーヒー酸、ケイ皮酸等のフェノール酸が含まれる。

## フェノール化合物の起源
天然フェノールは、果実中に均一に存在しているのではなく、フェノール酸はパルプ質に、アントシアニンやスチルベノイドは果皮に、カテキン、プロアントシアニジン、フラボノール等のその他のフェノールは果皮と種子に、それぞれ大部分が存在している。ブドウの成長過程で、日光は果実中のフェノール含有量を増加させる。ワインに含まれる様々なフェノールの割合は、ワイン醸造の方法により変化する。赤ワインには、アントシアニン、プロアントシアニジン、フラボノール等の果皮や種子のフェノールが多く、一方白ワインのフェノールはパルプ質に由来するもので、フェノール酸と少量のカテキン、スチルベンが含まれる。白ワインで見られるフェノールは、赤ワインにも含まれる。
ワイン中の単純なフェノールは、ワインの熟成中に、主にポリアントシアニジンとアントシアニンの縮合により、複雑な分子に変換され、そのため色も変化する。アントシアニンは熟成中にカテキン、アントシアニジン、その他のワイン成分と反応して新しいポリマー色素を形成し、色を変化させるとともに渋味を低下させる。フォリン-チオカルトー試薬を用いて定量したワイン中の平均の合計ポリフェノール含有量は、赤ワインで216 mg/100 ml、白ワインで32 mg/100 mlである。ロゼワインは82 mg/100 mlと、赤ワインと白ワインの中間になる。
ワイン醸造において、ワイン中のフェノールの含有量を増やすために、マセレーションと呼ばれる過程が行われる。フェノール酸は果実のパルプ質や果汁に含まれ、マセレーションを経ない白ワイン中にも含まれる。オーク熟成もワイン中にフェノール化合物を導入する過程であり、バニリンによりバニラ香が付くのが有名である。
ワイン中のフェノールの大部分は二次代謝産物に分類され、一次代謝活性はなく、ブドウ中での機能もないと考えられている。しかし、いくつかの植物では、フラボノイドがオーキシン輸送の調整を担っていることが証明されている。これらは水可溶で、配糖体として液胞中に分泌される。

## ブドウのポリフェノール
ヨーロッパブドウは、多くのフェノール化合物を生成する。その組成は、品種によって異なる。

### フラボノイド

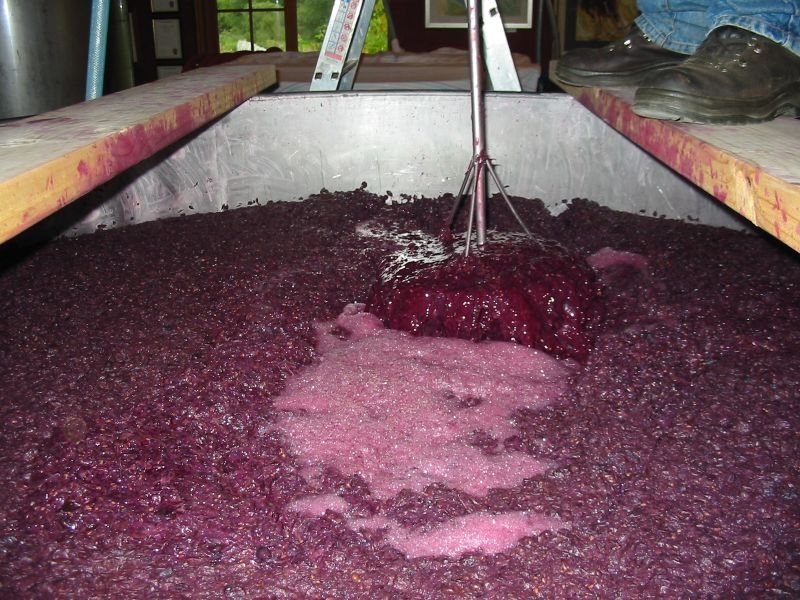
マセレーションの過程で、ブドウの果皮からワイン中にフェノール化合物が移る。

赤ワインでは、最大90%ものフェノール化合物がフラボノイドに分類される。主に茎、種子、果皮に由来するこれらのフェノールは、しばしばマセレーションの過程でブドウから浸出される。これらの化合物は、ワインの渋味、色、口当たりに影響する。白ワインでは、醸造中に果皮との接触が少ないため、フェノールの含有量は少ない。フラボノイドの抗酸化作用や化学療法作用による健康効果については、研究が進んでいる。

#### フラボノール
フラボノイドの分類のサブカテゴリーにフラボノールがあり、黄色色素のクェルセチンを含む。他のフラボノイドと同様に、果実中のフラボノールの含有量は、日光に晒されるほど多くなる。
ブドウ栽培家の中には、クェルセチン等のフラボノールの測定量を、ブドウ畑の日照量等の指標とする者もいる。

#### アントシアニン
アントシアニンは植物界全体で見られるフェノール化合物であり、花、果実、葉等の赤色や青色に寄与している。ブドウでは、熟して果皮の色が緑色から赤色や黒色に変化する時期に、糖とともに含有量が増加する。大部分のブドウでは、アントシアニンは果皮の外側の細胞にのみ存在し、その内部の果汁は無色である。従って、ワインに色素を移すには、発酵したムストをブドウの果皮と接触させる必要がある。従って、多くの白いスパークリングワインをピノ・ノワールやピノ・ムニエ等の赤ワイン用のブドウから作るのと同様にして、赤ワイン用のブドウから白ワインを作ることもできる。この例外は、アリカンテ・ブーシェ等のタンテュリエと呼ばれる少数のブドウ品種であり、これらは果実のパルプ質にもアントシアニンを含み、果汁が着色している。
ブドウの中には、配糖体としていくつかの種類のアントシアニンが含まれ、ルビーのような赤色から暗い黒色まで、ワインの様々な色に寄与している。ブドウ学者は、この性質をブドウ品種の同定に利用している。ヨーロッパブドウのアントシアニンは、1分子のグルコースとしか結合しないが、雑種やアメリカのラブルスカ種は2分子と結合するアントシアニンを持つ。この現象は、ヨーロッパブドウの持つアントシアニン-5-O-グルコシルトランスフェラーゼ遺伝子の二重変異のせいである。20世紀中盤にフランスのブドウ学者がこの知識を用いてフランス中のブドウ畑の品種の調査を行った。
ピノ種のブドウは、他の品種が作るp-クマロイルアントシアニンやアセチルアントシアニンを作らないことでも知られている。

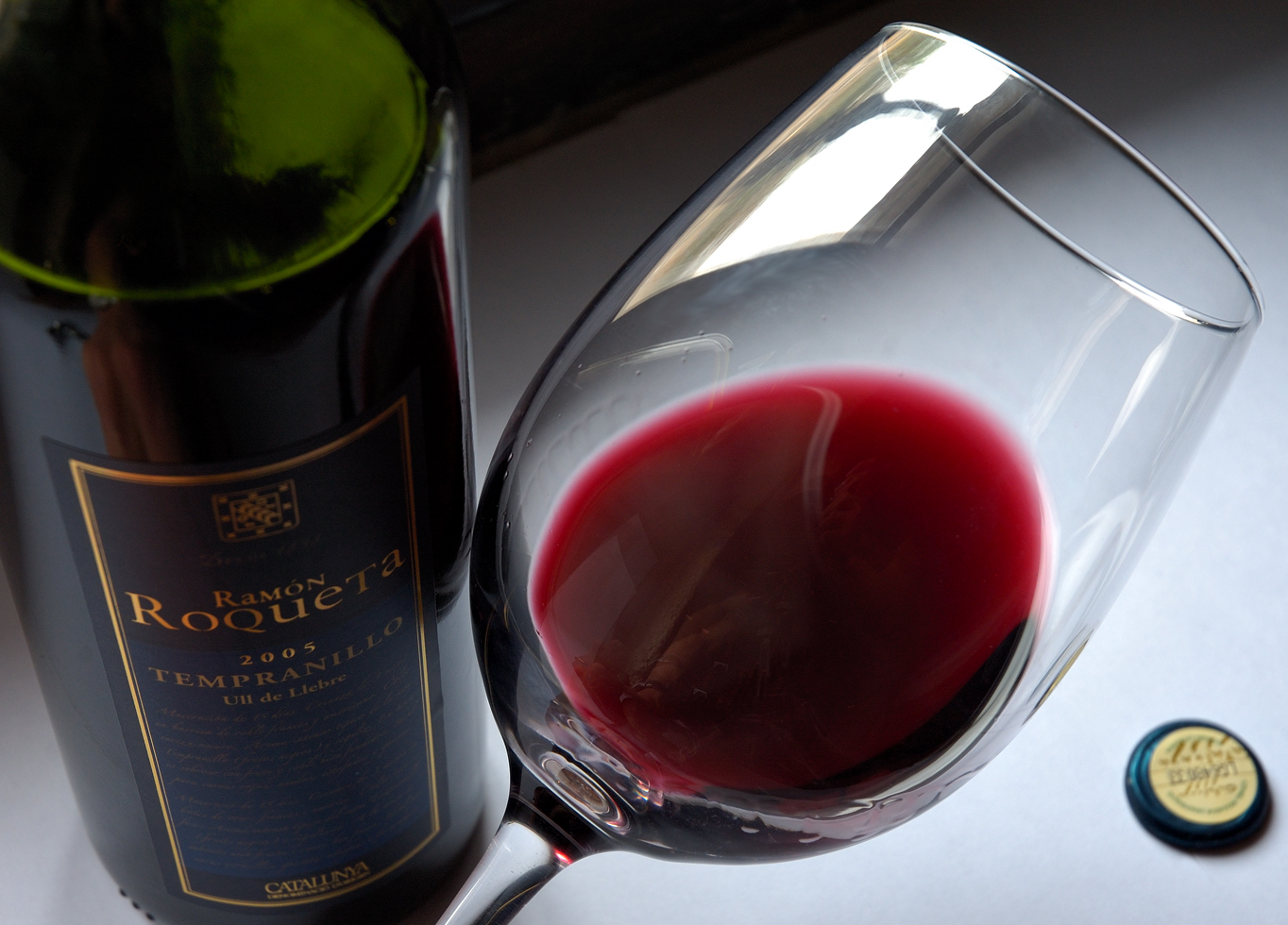
テンプラニーリョは高pHであるが、これはワイン中に青色や無色のアントシアニン色素が多いことを意味する。その結果、ワインの色は青色に近くなる。

最終的な赤ワインの多様な色は、ワインの酸度によるアントシアニンのイオン化1つの原因である。この場合、アントシアニンは赤色、青色、無色の3つの色になり、これらの色素の濃度がワインの色を決める。低pHのワインではイオン化したアントシアニンの割合が高くなり、明るい赤色となる。一方、高pHだと青色や無色の色素が多くなる。ワインの熟成にともない、アントシアニンはワインに含まれるタンニン、ピルビン酸、アセトアルデヒド等の他の酸や化合物と反応して、よりれんが色の色合いに変わってくる。これらの分子はポリマーを形成し、最終的にはその溶解度を上回り、ワインボトルの底に沈殿物として溜まる。ピラノアントシアニンは、赤ワインの熟成中や発酵中やミクロオキシジェナシオンによる熟成中に、酵母により形成される化合物である。

#### タンニン
タンニンは、ワインの色、熟成能、質感に影響を与える広範な化合物を指す。タンニンには匂いも味もなく、ワインのテイスティングにおいて、触覚器への渇いた感覚や口に残る渋味として検知される。これは、タンニンが唾液に含まれるタンパク質と反応しやすいためである。ワインと食品のマッチングとしては、タンニンの渋味を和らげるため、タンニンの多いワインには赤肉等のタンパク質を多く含む食品が合わせられる。しかし、多くのワイン愛好家は、特に口当たりの面でタンニンを好ましく思っている。ワイン醸造中のタンニンの管理は、最終的なワインの質にとって重要である。
タンニンはブドウの果皮、茎、種子に含まれるが、オーク樽からの移行もあり、また粉末のタンニンが加えられる場合もある。ブドウに含まれる天然のタンニンは、酸性溶液中で加熱されると赤色のアントシアニン色素を遊離する性質から、プロアントシアニジンと呼ばれる。ブドウの抽出物には、モノマーや平均重合度8までの小さなオリゴマーが多く含まれる。ブドウ種子の抽出物には、カテキン、エピカテキン、没食子酸エピカテキンの3種類のモノマーとプロシアニジンのオリゴマーが含まれる。ブドウ果皮の抽出物には、カテキン、エピカテキン、ガロカテキン、エピガロカテキンの4種類のモノマーと、プロシアニジン、プロデルフィニジンのオリゴマーが含まれる。タンニンは、代謝の過程で酵素により作られる。ブドウ中に天然に含まれるタンニンの量は品種によって異なり、カベルネ・ソーヴィニヨン、ネッビオーロ、シラー、タナは、タンニンが最も多く含まれる4つの品種である。タンニンやアントシアニンとカテキンとの反応で、色素タンニンと呼ばれる別の種類のタンニンが形成され、赤ワインの色に影響を与える。ワイン醸造の様々な段階で、色の安定性を向上するため、オークの木、ブドウの種子や果皮、植物の虫こぶ、またクリ、ケブラコ、ガンビールノキ、ミロバラン等の果実等に由来する添加用のタンニンを加えることもある。オーク材由来のタンニンは、オークの木に見られるエラグ酸や没食子酸から作られ、加水分解型タンニンとして知られる。

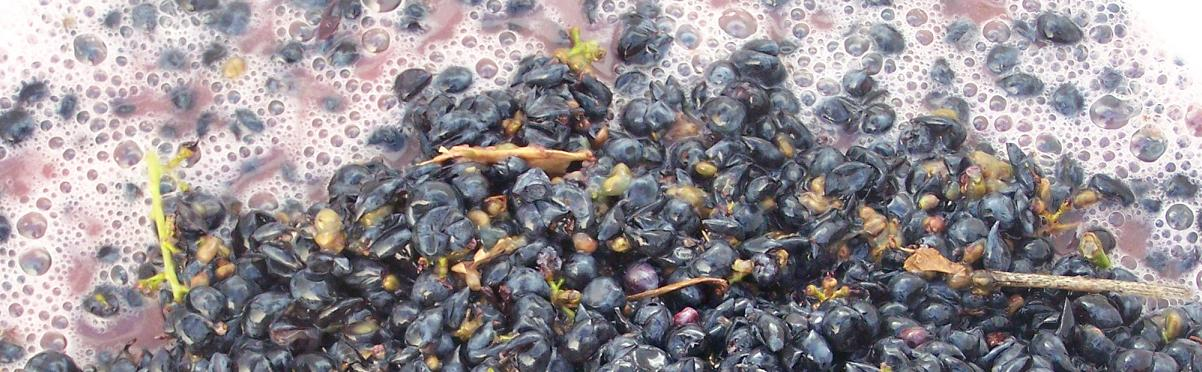
ブドウの茎、種子、果皮とともに発酵させると、ワイン中のタンニンの含有量が増える。

ブドウ畑では、ブドウ中の「熟した」タンニンと「未熟な」タンニンの境目も形成されてくる。この差は、果実を味わうことでおおよそ見極められ、糖の含有量とともに収穫時期の判断に用いられる。この考えは、「熟した」タンニンは味を柔らかくするが、ワインに好ましい口当たりを与えるためである。ワイン醸造において、ムストとブドウの果皮、茎、種子を接触させる時間はワイン中のタンニンの量に影響を与え、マセレーションの時間が長くなると、タンニンの抽出量はより多くなる。収穫後、通常発酵の前に茎は除去されて廃棄されるが、ピノ・ノワール等のタンニンが少ない品種の場合、タンニンの量を増やすために意図的に一部の茎を残すこともある。ワイン中のタンニンの量が過剰な場合、タンニン分子と結合して沈殿させるアルブミン、カゼイン、ゼラチン等の清澄剤を添加することもできる。ワインが熟成すると、タンニンは重合して長鎖になり、柔らかくタンニンの少ない味に感じる。ワインを酸素に晒すことでタンニンを重合しやすいキノン様の物質に酸化すると、この過程は促進される。ミクロオキシジェナシオンやデカンテーションの手法を用いることで、タンニンの熟成を部分的に模倣することができる。
研究により、プロアントシアニジンとして存在するタンニンは、血管の健康に効果があることが示された。この研究では、タンニンが動脈硬化の原因となるペプチドの合成を抑制することが明らかとなった。またこの研究では、フランス南部やスペインの地域でできるワインには特にプロアントシアニジンが豊富に含まれ、これらの地域は寿命が長いことも指摘した。
タンニンとアントシアニジンの反応で、色素タンニンとして知られる別の分類の化合物が生成し、これが赤ワインの色に影響を与えている。

##### タンニンの添加
色安定性を向上させるために、ワイン醸造の様々な段階でオークの木、ブドウの種子や果皮、植物の虫こぶ、またクリ、ケブラコ、ガンビールノキミロバランの果実等に由来する市販の添加用タンニンを加えることができる。

##### 飲みやすさと熟成能にタンニンが与える影響
タンニンは、ワインに含まれる天然の保存料である。タンニン含有量の多い未熟成のワインは、タンニンが少ないものと比べて飲みやすくない。タンニンは、煮出した茶のような、口が渇いてすぼまるような感覚を残す。この効果は、食べ物なしでワインを飲んだ時に特に強くなる。
多くのワイン愛好家は、天然のタンニンを長期熟成可能なサインだと考えている。ワインが若い時には、タンニンが多いワインは渋味を感じるが、13-16℃の適切な温度状況の下で保存され、タンニンが重合すると、美味しく複雑な味わいが生まれる。タンニンの助けにより、ワインは40年以上も保存できるようになる。ボルドー等の多くの地域では、カベルネ・ソーヴィニヨン等のタンニンの多いブドウはメルローやカベルネ・フラン等のタンニンの少ないブドウとブレンドし、タンニンの特徴を薄めることが行われる。白ワインやヌーヴォー等の早飲みワインは、通常タンニンの量が少ない。

### その他のフラボノイド
フラバン-3-オール（カテキン）は様々なタンニンの構造となっており、ワインに苦味を与えている。これらはブドウの種子に最も多く含まれるが、果皮や茎にも含まれる。カテキンはブドウ果実を微生物から守る役割を果たしており、ブドウがべと病等の病気に罹った時に高濃度で作られる。この理由のため、寒冷湿潤気候で育つブドウは、温暖乾燥気候で育つブドウよりもカテキンの含有量が多い。アントシアニンやタンニンとともに、これらの化合物もワインの色を長期間に渡り安定させる。カテキンの含有量は、ブドウの種類によって異なり、ピノ・ノワール等は多く含むが、メルローやシラーは非常に少ない。抗酸化物質として、カテキンを多く含むワインの摂取の健康影響が研究されている。
赤いブドウでは、最も多いフラボノールはクェルセチンで、ミリセチン、ケンペロール、ラリシトリン、イソラムネチン、シリンゲチンが続く。白ワインでは、最も多いフラボノールは同じくクェルセチンで、ケンペロール、イソラムネチンが続く。デルフィニジン様のフラボノールであるミリセチン、ラリシトリン、シリンゲチンは白いブドウには含まれず、フラボノイド-3',5'-ヒドロキシラーゼが白いブドウでは発現してないことを示している。ミリセチン、ラリシトリン、シリンゲチン等の赤いブドウにしか存在しないフラボノールは、赤ワインで見られる 。

### 非フラボノイド

#### ヒドロキシケイ皮酸
ヒドロキシケイ皮酸は、ワイン中の非フラボノイドフェノールで最も重要な分類である。4つの最も豊富な化合物は、酒石酸、trans-カフタル酸、cis-及びtrans-クタル酸、trans-フェルタル酸である。ワイン中で、遊離型で存在することもある。

#### スチルベノイド
ヨーロッパブドウは、スチルベノイドも生成する。
レスベラトロールは、ブドウの果皮に最も高濃度で含まれる。成熟果実中にレスベラトロールが異なった含有量で含まれるのは、成熟度の差もあるが、遺伝子型の違いが大きい。赤いブドウにも白いブドウにもレスベラトロールが含まれるが、果皮の接触やマセレーションがあるため、赤ワインの方が白ワインよりも10倍も多くレスベラトロールが含まれる。ブドウが生産するレスベラトロールは、微生物からの防御の役割を果たし、その生産は紫外線照射で活性化される。ボルドーやブルゴーニュ等の寒冷で湿度の高い地域では病気になる可能性が高く、カリフォルニアやオーストリア等の温かく乾燥した地域に比べて、レスベラトロールの含有量は多くなる。ブドウの品種によってもかなり含有量は異なり、マスカダインやピノ種には多く含まれるが、カベルネ種には少ない。20世紀末、フレンチパラドックスに関して、レスベラトロールの健康への影響について興味が持たれた。
ブドウ中にはピセアタンノールも存在し、そのため赤ワインでも見られる。

#### フェノール酸
バニリンは、バニラと関連するフェノール性のアルデヒドであり、オーク樽で熟成されたワインにも含まれる。ブドウにも痕跡量の場にリンが含まれるが、オーク樽の木材のリグニン構造を構成している。新しい樽はより多くのバニリンを含み、使用とともに含有量は減っていく。

## オーク樽熟成由来のフェノール

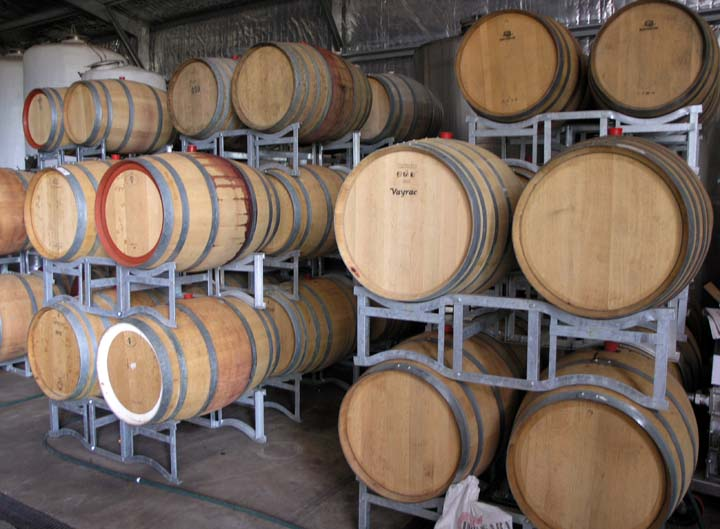
タンニンやバニリン等のフェノール化合物は、オーク樽での熟成中に抽出されることがある。

オーク樽は、バニリンや可溶性タンニン（エラジタンニン）等の化合物をワインに加える。オーク中の可溶性タンニンは、木材のリグニン構造に由来する。これらは、ワインを酸化や還元から保護する。
4-エチルフェノールと4-エチルグアイアコールは、ブレタノマイセス属酵母が感染したオーク樽熟成中の赤ワインで生成する。

## コルク由来のフェノール

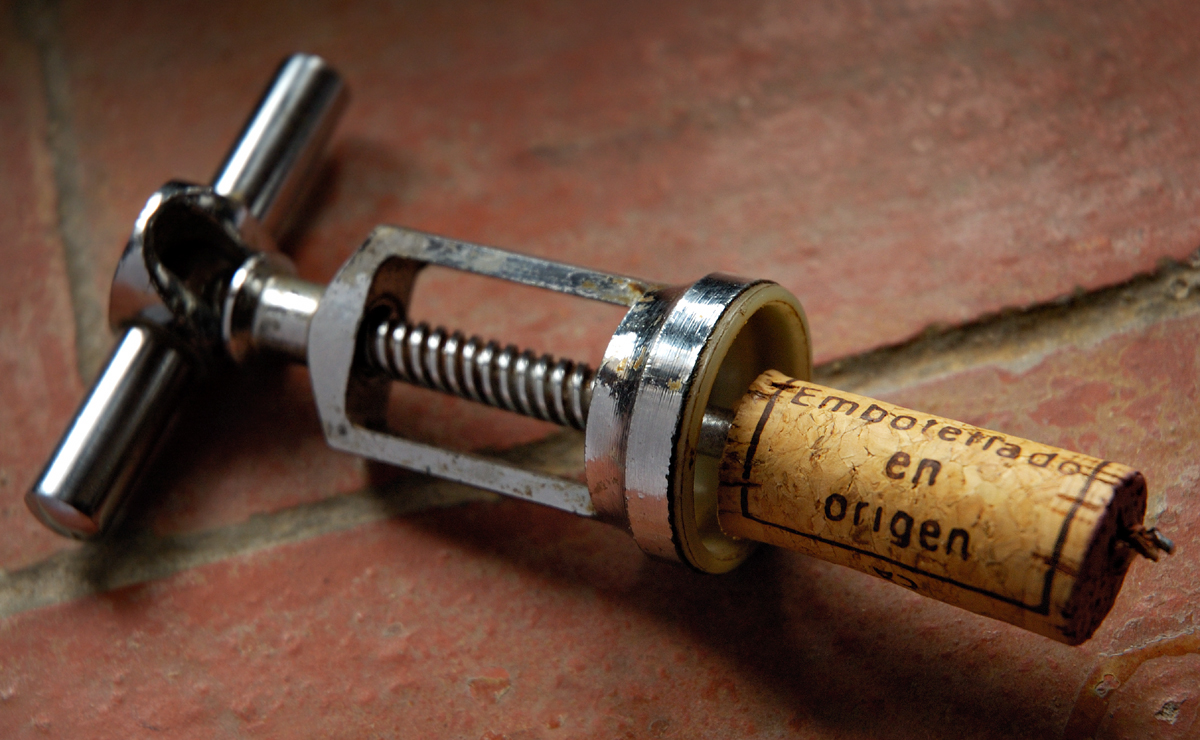
コルク由来の抽出物は、スペイン語で"Bottled at origin"と言われる。

低分子量ポリフェノールやエラジタンニンは、コルク栓からワイン中に抽出されやすい。同定されているポリフェノールとしては、没食子酸、プロトカテク酸、バニリン酸、コーヒー酸、フェルラ酸、エラグ酸、プロトカテクアルデヒド、バニリルアルデヒド、コニフェリルアルデヒド、コニフェリルアルデヒド、シナピルアルデヒド、エスクレチン、スコポレチン等がある。エラジタンニンとしては、ロブリンA、ロブリンE、グランジニン、ベスカラギン、カスタラギン等がある。
グアイアコールは、コルクによるワインの汚染の主原因である。

## ワイン製造法と関連するフェノール

### ブドウ圧搾法と関連する抽出
フラッシュリリースはワイン圧搾の方法の1つで、フェノール化合物がより抽出されるようになる。

### ミクロオキシジェナシオン
ワインを限定的に酸素に晒すと、フェノールの含有量に影響を与える。

## ワインに含まれるフェノール

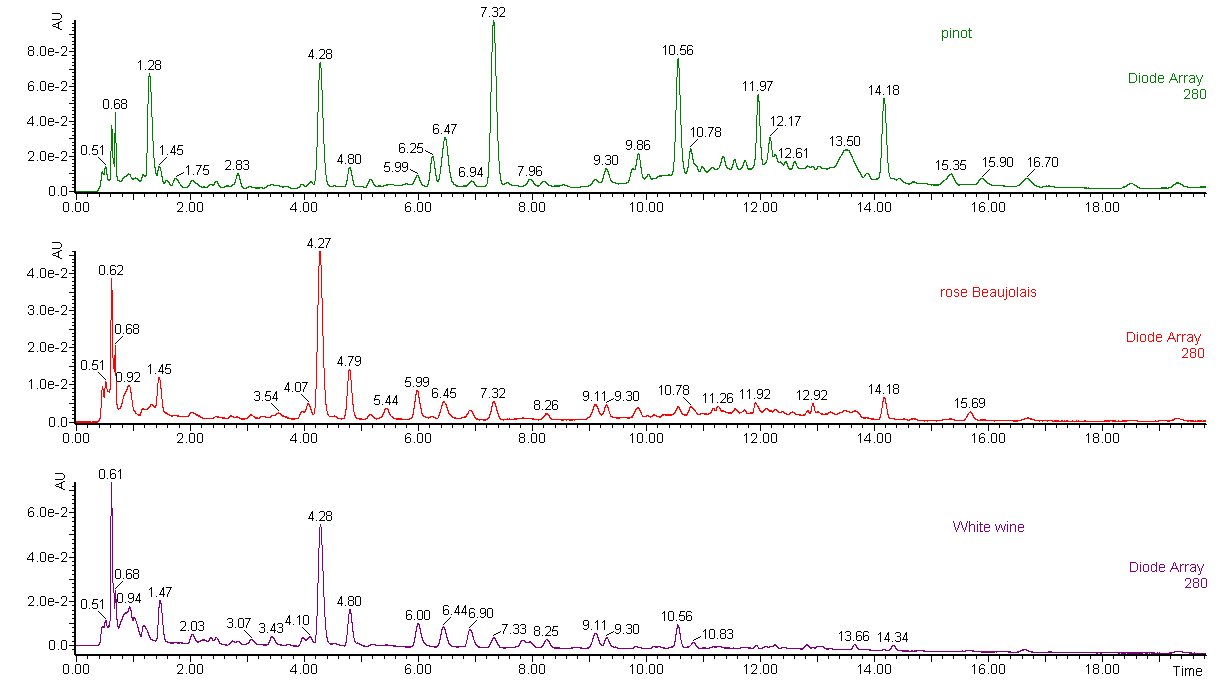
ピノ種赤ワイン（上）とボジョレーのロゼワイン（中）、白ワイン（下）の280nm液体クロマトグラム。それぞれ異なったフェノール化合物のピークを持つ。9分と15分の間の山は、主に赤ワインに含まれるタンニンに対応する。

製造法やワインの種類、ブドウの品種、熟成方法等に応じ、以下のフェノールがワインに含まれうる。以下は一般名のアルファベット順に並べたリストで、包括的なものではない。
- アクチシミンA
- エスクレチン
- アントシアニジン-カフタル酸付加物[41][42]
- アスチルビン
- アストリンジン
- B型プロアントシアニジン（二量体三量体）
- コーヒー酸
- カフタル酸
- カストリンギン
- カスタビノールC1
- カスタビノールC2
- カスタビノールC3
- カスタビノールC4
- カテキン
- カテキン-(4,8)-マルビジン-3-O-グルコシド[43]
- 化合物NJ2
- コニフェリルアルデヒド
- クマル酸
- クタル酸
- シアニジン
- シアニジン-3O-グルコシド
- シアニジン-アセチル-3O-グルコシド
- シアニジン-クマロイル-3O-グルコシド
- シアニジン-3-O-グルコシド-ピルビン酸
- シアニジン-3-O-アセチルグルコシド-ピルビン酸
- シアニジン-クマロイルグルコシド-ピルビン酸
- デルフィニジン
- デルフィニジン-3O-グルコシド
- デルフィニジン-アセチル-3O-グルコシド
- デルフィニジン-クマロイル-3O-グルコシド
- デルフィニジン-3-O-グルコシド-ピルビン酸
- デルフィニジン-3-O-アセチルグルコシド-ピルビン酸
- デルフィニジン-3-O-クマロイルグルコシド-ピルビン酸
- デルフィニジン-3-O-グルコシド-4-ビニルカテコール
- デルフィニジン-3-O-アセチルグルコシド-4-ビニルカテコール
- デルフィニジン-3-O-クマロイルグルコシド-4-ビニルカテコール
- デルフィニジン-3-O-グルコシド-4-ビニルフェノール
- デルフィニジン-3-O-アセチルグルコシド-4-ビニルフェノール
- デルフィニジン-3-O-クマロイルグルコシド-4-ビニルフェノール
- デルフィニジン-3-O-グルコシド-4-ビニルグアイアコール
- デルフィニジン-3-O-グルコシド-4-ビニル(エピ)カテキン
- デルフィニジン-3-O-アセチルグルコシド-4-ビニル(エピ)カテキン
- δ-ビニフェリン
- ジヒドロレスベラトロール[44]
- エラグ酸
- エンゲレチン
- エピカテキンガレート
- エピガロカテキン
- エピガロカテキンガレート
- ε-ビニフェリン
- カフェ酸エチル
- 没食子酸エチル
- プロトカテク酸エチル
- 4-エチルグアイアコール
- 4-エチルフェノール
- フェルタル酸
- フェルラ酸
- 没食子酸
- ゲンチジン酸
- グランジニン
- ブドウ反応生成物
- ホペアフェノール
- 4-ヒドロキシ安息香酸
- イソラムネトール-3-グルコシド
- ケンペロール
- ケンペロール-グルコシド（アストラガリン）
- ケンペロール-グルクロニド
- マルビジン
- マルビジン-3O-グルコシド（オエニン）
- マルビジン-アセチル-3O-グルコシド
- マルビジン-カフェオイル-3O-グルコシド
- マルビジン-クマロイル-3O-グルコシド
- マルビジングルコシドエチルカテキン
- マルビジン-3-O-グルコシド-ピルビン酸
- マルビジン-3-O-アセチルグルコシド-ピルビン酸
- マルビジン-3-O-クマロイルグルコシド-ピルビン酸
- マルビジン-3-O-グルコシド-アセトアルデヒド
- マルビジン-3-O-アセチルグルコシド-アセトアルデヒド
- マルビジン-3-O-クマロイルグルコシド-アセトアルデヒド
- マルビジン-3-O-グルコシド-4-ビニルカテコール
- マルビジン-3-O-アセチルグルコシド-4-ビニルカテコール
- マルビジン-3-O-クマロイルグルコシド-4-ビニルカテコール
- マルビジン-3-O-グルコシド-4-ビニルフェノール
- マルビジン-3-O-アセチルグルコシド-4-ビニルフェノール
- マルビジン-3-O-クマロイルグルコシド-4-ビニルフェノール
- マルビジン-3-O-カフェオイルグルコシド-4-ビニルフェノール
- マルビジン-3-O-グルコシド-4-ビニルグアイアコール
- マルビジン-3-O-アセチルグルコシド-4-ビニルグアイアコール
- マルビジン-3-O-クマロイルグルコシド-ビニルグアイアコール
- マルビジン-3-O-グルコシド-4-ビニル(エピ)カテキン
- マルビジン-3-O-アセチルグルコシド-4-ビニル(エピ)カテキン
- マルビジン-3-O-クマロイルグルコシド-4-ビニル(エピ)カテキン
- 没食子酸メチル
- ミリセトール
- ミリセトール-3-グルコシド
- ミリセトール-3-グルクロニド
- オキソビチシンA
- パリドール
- ペオニジン-3-O-グルコシド
- ペオニジン-アセチル-3O-グルコシド
- ペオニジン-3-(6-p-カフェオイル)-グルコシド
- ペオニジン-クマロイル-3O-グルコシド
- ペオニジン-3-O-グルコシド-ピルビン酸
- ペオニジン-3-O-アセチルグルコシド-ピルビン酸
- ペオニジン-3-O-クマロイルグルコシド-ピルビン酸
- ペオニジン-3-O-グルコシド-4-ビニルカテコール
- ペオニジン-3-O-アセチルグルコシド-4-ビニルカテコール
- ペオニジン-3-O-クマロイルグルコシド-4-ビニルカテコール
- ペオニジン-3-O-グルコシド-4-ビニルフェノール
- ペオニジン-3-O-アセチルグルコシド-4-ビニルフェノール
- ペオニジン-3-O-クマロイルグルコシド-4-ビニルフェノール
- ペオニジン-3-O-グルコシド-4-ビニルグアイアコール
- ペオニジン-3-O-グルコシド-4-ビニル(エピ)カテキン
- ペオニジン-3-O-アセチルグルコシド-4-ビニル(エピ)カテキン
- ペツニジン
- ペツニジン-3O-グルコシド
- ペツニジン-アセチル-3O-グルコシド
- ペツニジン-クマロイル-3O-グルコシド
- ペツニジン-3-O-グルコシド-ピルビン酸
- ペツニジン-3-O-アセチルグルコシド-ピルビン酸
- ペツニジン-3-O-クマロイルグルコシド-ピルビン酸
- ペツニジン-3-O-グルコシド-4-ビニルカテコール
- ペツニジン-3-O-アセチルグルコシド-4-ビニルカテコール
- ペツニジン-3-O-クマロイルグルコシド-4-ビニルカテコール
- ペツニジン-3-O-グルコシド-4-ビニルフェノール
- ペツニジン-3-O-アセチルグルコシド-4-ビニルフェノール
- ペツニジン-3-O-クマロイルグルコシド-4-ビニルフェノール
- ペツニジン-3-O-グルコシド-4-ビニルグアイアコール
- ペツニジン-3-O-グルコシド-4-ビニル(エピ)カテキン
- ペツニジン-3-O-アセチルグルコシド-4-ビニル(エピ)カテキン
- フロログルシノールカルボン酸
- ピセアタンノール
- ピセイド
- ピノチンA
- プロシアニジンオリゴマー
  - プロシアニジンB1
  - プロシアニジンB2
  - プロシアニジンB3
  - プロシアニジンB4
  - B1-3-O-ガレート
  - B2-3-O-ガレート
  - B2-3'-O-ガレート
  - プロシアニジンC1
  - プロシアニジンC2
  - プロシアニジンT2[45]
- プロトカテク酸
- プロトカテクアルデヒド
- クェルセチン
- クェルセチングルコシド（イソクェルシトリン）
- クェルセチングルクロニド（ミケリアニン）
- レスベラトロール
- ロブリンA
- ロブリンE
- スコポレチン
- シナピルアルデヒド
- シナピン酸
- シリング酸
- チロソール
- バニリン酸
- バニリン
- ベスカラギン
- 4-ビニルフェノール
- ビチシンA
- ビチシンB
- ビニルピラノマルビジン-3O-グルコシド-プロシアニジン二量体
- ビニルピラノマルビジン-3-クマロイルグルコシド-プロシアニジン二量体
- ビニルピラノマルビジン-3O-グルコシド-カテキン
- ビニルピラノマルビジン-3O-クマロイルグルコシド-カテキン
- ビニルピラノマルビジン-3O-フェノール
- ビニルピラノペツニジン-3O-グルコシド-カテキン
- ビニルピラノペオニジン-3O-グルコシド-カテキン
- ビニルピラノマルビジン-3O-アセチルグルコシド-カテキン

## ワイン中のフェノールの効果
ワイン中のフェノールは、揮発成分と相互作用し、特有の香りを放出することに寄与している可能性がある。